# Epidendrum secundum
Epidendrum secundum, es una de las orquídeas crucifijo, una especie de tallo de lengüeta poco conocida, que Dressler (1989) describe como "el complejo de Epidendrum secundum". Según Dressler, hay docenas de variedades, algunas de las cuales parecen merecer rango de especie. Arditti y Ghani notan que E. secundum tiene la distinción de tener las semillas más largas conocidas en las Orchidaceae, de 6 mm de largo. En comparación, las semillas de E. ibaguense (otra orquídea crucifijo) tienen solo 2,9 mm de largo.
Al igual que los otros miembros de E. subg. Amphiglottium, E. secundum es una planta simpádica que tiene tallos delgados cubiertos desde la base con vainas imbricadas que llevan hojas arriba, una inflorescencia terminal cubierta en su base con finas vainas imbricadas y flores con el labio adnado a la columna hasta su ápice . Las flores no son resupinadas (a diferencia de E. ibaguense y E. radicans), pueden presentarse en tonos lilas, rojos, naranjas, amarillos o blancos, y presentan un callo notable en el labio trilobulado con flecos. La planta es bastante fría y puede tolerar una helada ligera.

## Diversidad dentro del complejo

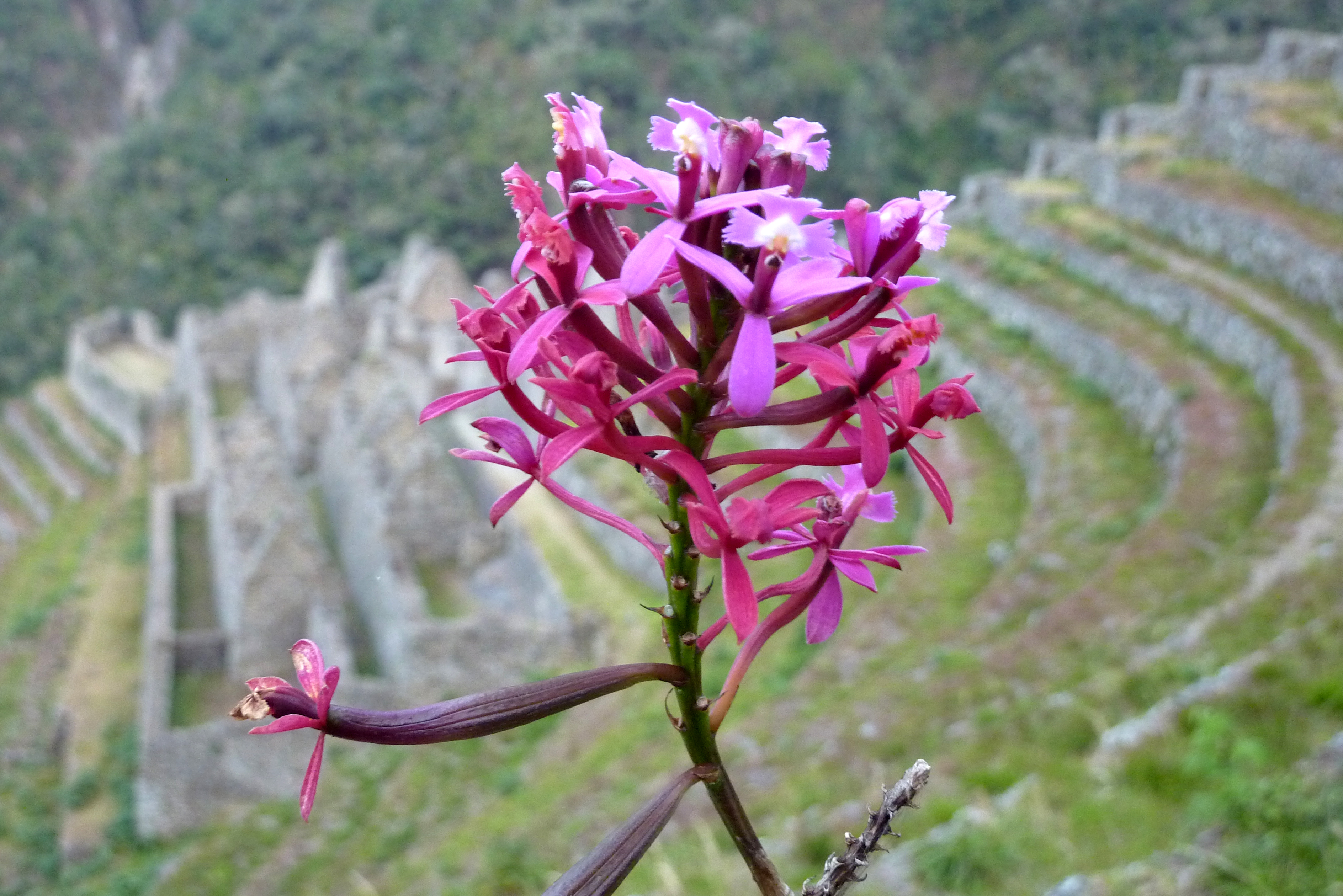
Epidendrum secundum, también llamado "orquídea Wiñay Wayna ", delante de las ruinas Wiñay Wayna

En 1861, H. R. Reichenbach presentó un tratamiento del género Epidendrum, incluida su visión de la subsección Tuberculata. Correlacionando su lista de (en opinión de Reichenbach) las especies separadas con la Lista de verificación de Kew Monocot (16 de julio de 2009) arrojó la siguiente lista de taxones "que parecen merecer el rango de especies" que los revisores de listas de Kew consideran sinónimos de E. secundum (el los números de página se refieren a Reichenbach 1861):
- E. ansiferum Rchb.f. & Warsz., Bonplandia (Hannover) 2: 111 (1854). (pp 394–395)
- E. brachyphyllum Lindl., Fol. Orquídea. 3:72(1853) (p. 392)
- E. fimbria Rchb.f., Bonplandia (Hannover) 2: 282 (1854). (p. 394)
- E. gracilicaule Rchb.f. & Warsz., Bonplandia (Hannover) 2: 111 (1854) (p. 392)
- E. incisum Rchb.f. & Warsz., Bonplandia (Hannover) 2: 112 (1854), nom. illeg. (p. 394)
- E. lacerum Lindl., Edwards Bot. Reg. 24(Misc.): 17 (1838). (pp. 395–396)
- E. lindenii Lindl., Edwards Bot. Reg. 31(Misc.): 48 (1845), nom. illeg (p. 393)
- E. novogranatense Rchb.f. & Warsz., Bonplandia (Hannover) 2: 111 (1854). (p. 396)

La diversidad de E. secundum se demuestra adicionalmente por los recuentos del número de cromosomas (en los tejidos de las raíces): se encontró que un individuo de flores lilas de Bolivia tenía 2n = 28; un individuo con flores lilas de Santo Antônio do Itambé, Brasil, 2n = 52; un individuo de flores naranjas de Santo Antônio do Itambé, Brasil, 2n = 48; un individuo con flores lilas de Serra do Rio do Rastro, Brasil, 2n = 40; un individuo con flores color lila de Venezuela, 2n = 80; todo en desacuerdo con un valor previamente informado de 2n = 68. = 68.
La lista de verificación de Kew Monocot enumera muchos más binomios como sinónimos de E. secundum.
- E. antioquiense Schltr. Repert. Spec. Nov. Regni Veg. Beih. 7: 125 (1920)
- E. bulkeleyi D.Hawkes, Orquídea (Río de Janeiro) 18: 168 (1957)
- E. coroicoense Schltr., Repert. Spec. Nov. Regni Veg. 27: 60 (1929)
- E. corymbosum Ruiz & Pav. Syst. Veg. Fl. Peruv. Chil.: 246 (1798)
- E. corymbosum var. latifolium Cogn. En Mart. & auct. suc. (eds.), Fl. Sujetadores. 3(5): 145 (1898)
- E. crassifolium var. albescens Pabst, Bradea 2: 64 (1976)
- E. cuzcoense Schltr., Repert. Spec. Nov. Regni Veg. Beih. 9: 82 (1921)
- E. dolichopus Schltr., Repert. Spec. Nov. Regni Veg. Beih. 7: 131 (1920)
- E. elongatum Jacq., Collectanea 3: 260 (1789)
- E. fastigiatum Lindl., Fol. Orquídea. 3: 71 (1853)
- E. giroudianum Rchb.f., Bonplandia (Hannover) 4: 327 (1856)
- E. herzogii Schltr., Repert. Spec. Nov. Regni Veg. 12: 489 (1913)
- E. inconstans Ames Ex Gleason, Toro. Torrey Bot. Club 58: 350 (1931)
- E. lacera (Lindl.) Britton, Sci. Surv. Porto Rico & Islas Vírgenes 5: 201 (1924)
- E. longihastatum Barb.Rodr., Gen. Spec. Orquídea. 1: 59 (1877)
- E. pachyphyllum Schltr., Repert. Spec. Nov. Regni Veg. Beih. 7: 140 (1920)
- E. polyschistum Schltr., Repert. Spec. Nov. Regni Veg. Beih. 7: 143 (1920)
- E. secundum var. albescens (Pabst) F.Barros, Acta Bot. Brasil. 10: 142 (1996)
- E. secundum f. albescens (Pabst) F.Barros, Hoehnea 29: 111 (2002)
- E. sulfuratorium E.H.L.Krause, Beih. Bot. Centralbl. 36(2): 336 (1914)
- E. tarmense Schltr., Repert. Spec. Nov. Regni Veg. Beih. 9: 94 (1921)
- E. tricallosum Schltr., Repert. Spec. Nov. Regni Veg. Beih. 6: 39 (1919)
- E. versicolor Hoehne & Schltr., Arco. Bot. São Paulo 1: 245 (1926)

## Nombres

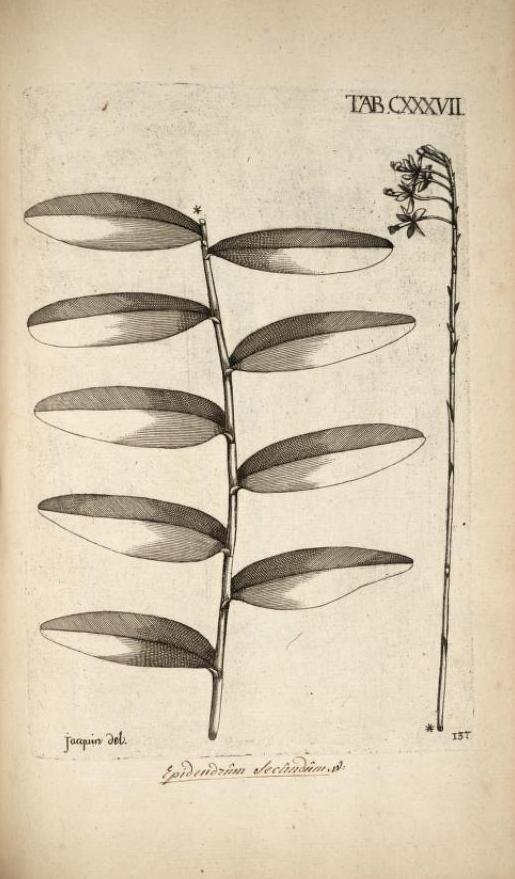
Ilustración de Epidendrum secundum que muestra una inflorescencia secunda, de: Nikolaus Joseph, Freiherr von Jacquin (! 793): Selectarum stirpium Americanarum historia

Aunque el binomio linneano "Epidendrum secundum" está bien establecido por la publicación de Jacquin en su Enumeratio (1760) y Selectarum (1763), la aparente inadecuación de su elección de palabras ha sido notada desde hace tiempo, no solo por Dressler (1975) sino también por Cogniaux en Flora brasiliensis, con el listado "Epidendrum secundum (sed floribus non secundis) Jacq".
A diferencia de la ilustración en Selectarum, la inflorescencia de este taxón no es secunda, es decir, las flores no están todas en un lado de la inflorescencia, no están todas en un solo plano, ni la planta está "partida". Más bien, las flores rodean el tallo central de la inflorescencia de forma cilíndrica, produciendo un racimo muy congestionado. A pesar del epíteto genérico (literalmente "sobre un árbol"), E. secundum crece con frecuencia de forma terrestre. Debido a esta inadecuación literal del nombre y el origen de esta planta en un país donde el inglés no es el idioma común, cualquier "nombre común" construido al traducir literalmente el binomio de Linnaeano al inglés es completamente inapropiado: no solo esos nombres no son comunes , son completamente engañosos. Dichos nombres incluyen "orquídea estelar de lados laminados" y "flores en un solo plano Epidendrum", entre otros. Sin embargo, la insistencia de algunos constructores de bases de datos de que cada taxón debe tener un nombre común hace que estas frases proliferen.

## Ocurrencia
Epidendrum secundum se encuentra en el bosque montano de los Neotropicos (hasta 2 millas de altura), en Ecuador, incluyendo Cusco en el sudeste de Perú y Brasil. También se ha encontrado en hábitats perturbados al borde de la carretera en Picingauba, Brasil, cerca del nivel del mar, junto con E. fulgens e híbridos naturales entre los dos.